# USCGC Edisto (WAGB-284)
USCGC Edisto (WAGB-284) byl ledoborec Pobřežní stráže Spojených států amerických, působící ve službě v letech 1965–1974. Jednalo se o sedmou jednotku třídy Wind, poslední určenou pro americké síly. Původně sloužil u Námořnictva Spojených států amerických jako USS Edisto, nejprve v letech 1947–1949 s označením AGB-89, následně v letech 1949–1965 jako AGB-2.

## Historie
Pojmenován byl podle ostrova Edisto Island na atlantickém pobřeží Jižní Karolíny. Jeho stavba byla zahájena 15. května 1945 v loděnici Western Pipe and Steel Company v San Pedru v Kalifornii. Na vodu byl spuštěn 29. května 1946, do služby u amerického námořnictva byl zařazen 20. března 1947. Podílel se na zásobování základen v Arktidě a Antarktidě, působil v oblasti oceánografického, hydrografického, geologického, pobřežního a geografického výzkumu. V roce 1965 jej převzala americká pobřežní stráž, i poté se několikrát vypravil do Antarktidy, sloužil však především v okolí Grónska a Islandu. V letech 1971–1972 byl využit na Velkých jezerech pro zkušební prodloužení plavební sezóny. USCGC Edisto byl vyřazen ze služby 15. listopadu 1974, v roce 1977 byl prodán do šrotu.